# Ronde van Frankrijk 2020
De 107de editie van de Ronde van Frankrijk, gewonnen door de Sloveen Tadej Pogačar, was in eerste instantie gepland van 27 juni tot en met 19 juli 2020. Op 13 april 2020 gaf de Franse president Emmanuel Macron aan dat tot half juli in verband met de coronapandemie, die ook in Frankrijk heerste, er geen grote publieke evenementen georganiseerd mochten worden. De Grote Ronde kon daardoor eind juni niet van start gaan.
Op 15 april 2020 werd bekendgemaakt dat de nieuwe planning was om de ronde te laten verrijden van 29 augustus tot en met 20 september. Het doorgaan werd afhankelijk gesteld aan de ontwikkelingen rondom de coronacrisis. De route bleef ongewijzigd. De start van de drie weken durende wielerwedstrijd was in Nice en de finish zoals gebruikelijk op de Champs-Élysées in Parijs.

## Favorieten vooraf
Oud-winnaars Chris Froome en Geraint Thomas werden verrassend niet geselecteerd voor deze Ronde. Favorieten voor de eindwinst waren Egan Bernal, winnaar van 2019, en Primož Roglič die, tot een val, prima had gepresteerd in de Dauphiné, dé voorbereidingswedstrijd op de Ronde. Nairo Quintana was goed begonnen aan het seizoen en werd beschouwd als schaduwfavoriet.

## Etappe-overzicht
De eerste twee etappes hebben als start- en aankomstplaats Nice. De eerste etappe is een heuvelachtige plaatselijke omloop in twee rondes, die start en eindigt op de Promenade des Anglais, waar jaarlijks ook de wielerwedstrijd Parijs-Nice eindigt. De tweede etappe is 190 km lang en trekt het bergachtige achterland van Nice in. Er zullen op de tweede dag al direct meerdere cols beklommen moeten worden, namelijk de Col de la Colmiane (16,3 km aan 6,2%), de Col de Turini, de Col d'Eze (7,8 km aan 7%) en de Col des Quatre Chemins (5,5 km aan 5,5%). Het komt niet vaak voor dat er al zo vroeg in de Ronde van Frankrijk zoveel moet worden geklommen. Op 15 oktober 2019 werd het volledige parcours bekendgemaakt.
| Datum        | Etappe                       | Start – finish                            | Afstand (km)                 | Type                         | Winnaar                      | Ploeg                        | Klassementsleider            |
| ------------ | ---------------------------- | ----------------------------------------- | ---------------------------- | ---------------------------- | ---------------------------- | ---------------------------- | ---------------------------- |
| 29 augustus  | 1                            | Nice – Nice                               | 156                          | Heuvelrit                    | Alexander Kristoff           | UAE Team Emirates            | Alexander Kristoff           |
| 30 augustus  | 2                            | Nice – Nice                               | 186                          | Bergrit                      | Julian Alaphilippe           | Deceuninck–Quick-Step        | Julian Alaphilippe           |
| 31 augustus  | 3                            | Nice – Sisteron                           | 198                          | Vlakke rit                   | Caleb Ewan                   | Lotto Soudal                 | Julian Alaphilippe           |
| 1 september  | 4                            | Sisteron – Orcières-Merlette              | 160,5                        | Bergrit                      | Primož Roglič                | Team Jumbo-Visma             | Julian Alaphilippe           |
| 2 september  | 5                            | Gap – Privas                              | 183                          | Vlakke rit                   | Wout van Aert                | Team Jumbo-Visma             | Adam Yates                   |
| 3 september  | 6                            | Le Teil – Mont Aigoual                    | 191                          | Bergrit                      | Aleksej Loetsenko            | Astana Pro Team              | Adam Yates                   |
| 4 september  | 7                            | Millau – Lavaur                           | 168                          | Vlakke rit                   | Wout van Aert                | Team Jumbo-Visma             | Adam Yates                   |
| 5 september  | 8                            | Cazères-sur-Garonne – Loudenvielle        | 141                          | Bergrit                      | Nans Peters                  | AG2R La Mondiale             | Adam Yates                   |
| 6 september  | 9                            | Pau – Laruns                              | 153                          | Bergrit                      | Tadej Pogačar                | UAE Team Emirates            | Primož Roglič                |
| 7 september  | Rustdag in Charente-Maritime | Rustdag in Charente-Maritime              | Rustdag in Charente-Maritime | Rustdag in Charente-Maritime | Rustdag in Charente-Maritime | Rustdag in Charente-Maritime | Rustdag in Charente-Maritime |
| 8 september  | 10                           | Île d'Oléron – Île de Ré                  | 168,5                        | Vlakke rit                   | Sam Bennett                  | Deceuninck–Quick-Step        | Primož Roglič                |
| 9 september  | 11                           | Châtelaillon-Plage – Poitiers             | 167,5                        | Vlakke rit                   | Caleb Ewan                   | Lotto Soudal                 | Primož Roglič                |
| 10 september | 12                           | Chauvigny – Sarran Corrèze                | 218                          | Heuvelrit                    | Marc Hirschi                 | Team Sunweb                  | Primož Roglič                |
| 11 september | 13                           | Châtel-Guyon – Puy Mary                   | 191,5                        | Bergrit                      | Daniel Martínez              | EF Education First           | Primož Roglič                |
| 12 september | 14                           | Clermont-Ferrand – Lyon                   | 194                          | Heuvelrit                    | Søren Kragh Andersen         | Team Sunweb                  | Primož Roglič                |
| 13 september | 15                           | Lyon – Grand Colombier                    | 174,5                        | Bergrit                      | Tadej Pogačar                | UAE Team Emirates            | Primož Roglič                |
| 14 september | Rustdag in Isère             | Rustdag in Isère                          | Rustdag in Isère             | Rustdag in Isère             | Rustdag in Isère             | Rustdag in Isère             | Rustdag in Isère             |
| 15 september | 16                           | La Tour-du-Pin – Villard-de-Lans          | 164                          | Bergrit                      | Lennard Kämna                | BORA-hansgrohe               | Primož Roglič                |
| 16 september | 17                           | Grenoble – Méribel, Col de la Loze        | 170                          | Bergrit                      | Miguel Ángel López           | Astana Pro Team              | Primož Roglič                |
| 17 september | 18                           | Méribel – La Roche-sur-Foron              | 175                          | Bergrit                      | Michał Kwiatkowski           | Team INEOS                   | Primož Roglič                |
| 18 september | 19                           | Bourg-en-Bresse – Champagnole             | 166,5                        | Vlakke rit                   | Søren Kragh Andersen         | Team Sunweb                  | Primož Roglič                |
| 19 september | 20                           | Lure – Planche des Belles Filles          | 36,2                         | Klimtijdrit                  | Tadej Pogačar                | UAE Team Emirates            | Tadej Pogačar                |
| 20 september | 21                           | Mantes-la-Jolie – Parijs (Champs Élysées) | 122                          | Vlakke rit                   | Sam Bennett                  | Deceuninck–Quick-Step        | Tadej Pogačar                |

## Klassementsleiders na elke etappe
| Etappe 0       | Algemeen klassement | Puntenklassement     | Bergklassement   | Jongerenklassement | Ploegenklassement  | Strijdlust            |
| -------------- | ------------------- | -------------------- | ---------------- | ------------------ | ------------------ | --------------------- |
| 1              | Alexander Kristoff  | Alexander Kristoff 1 | Fabien Grellier  | Mads Pedersen      | Trek-Segafredo     | Michael Schär         |
| 2              | Julian Alaphilippe  | Alexander Kristoff 1 | Benoît Cosnefroy | Marc Hirschi       | Trek-Segafredo     | Benoît Cosnefroy      |
| 3              | Julian Alaphilippe  | Peter Sagan          | Benoît Cosnefroy | Marc Hirschi       | Trek-Segafredo     | Jérôme Cousin         |
| 4              | Julian Alaphilippe  | Peter Sagan          | Benoît Cosnefroy | Tadej Pogačar      | EF Education First | Krists Neilands       |
| 5              | Adam Yates          | Sam Bennett          | Benoît Cosnefroy | Tadej Pogačar      | EF Education First | Wout Poels            |
| 6              | Adam Yates          | Sam Bennett          | Benoît Cosnefroy | Tadej Pogačar      | EF Education First | Nicolas Roche         |
| 7              | Adam Yates          | Peter Sagan          | Benoît Cosnefroy | Egan Bernal        | EF Education First | Daniel Oss            |
| 8              | Adam Yates          | Peter Sagan          | Benoît Cosnefroy | Egan Bernal        | EF Education First | Nans Peters           |
| 9              | Primož Roglič       | Peter Sagan          | Benoît Cosnefroy | Egan Bernal        | Movistar Team      | Marc Hirschi          |
| 10             | Primož Roglič       | Sam Bennett          | Benoît Cosnefroy | Egan Bernal        | Movistar Team      | Stefan Küng           |
| 11             | Primož Roglič       | Sam Bennett          | Benoît Cosnefroy | Egan Bernal        | Movistar Team      | Matthieu Ladagnous    |
| 12             | Primož Roglič       | Sam Bennett          | Benoît Cosnefroy | Egan Bernal        | Movistar Team      | Marc Hirschi          |
| 13             | Primož Roglič       | Sam Bennett          | Benoît Cosnefroy | Tadej Pogačar 2    | EF Education First | Maximilian Schachmann |
| 14             | Primož Roglič       | Sam Bennett          | Benoît Cosnefroy | Tadej Pogačar 2    | EF Education First | Stefan Küng           |
| 15             | Primož Roglič       | Sam Bennett          | Benoît Cosnefroy | Tadej Pogačar 2    | Movistar Team      | Pierre Rolland        |
| 16             | Primož Roglič       | Sam Bennett          | Benoît Cosnefroy | Tadej Pogačar 2    | Movistar Team      | Richard Carapaz       |
| 17             | Primož Roglič       | Sam Bennett          | Tadej Pogačar    | Tadej Pogačar 2    | Movistar Team      | Julian Alaphilippe    |
| 18             | Primož Roglič       | Sam Bennett          | Richard Carapaz  | Tadej Pogačar 2    | Movistar Team      | Marc Hirschi          |
| 19             | Primož Roglič       | Sam Bennett          | Richard Carapaz  | Tadej Pogačar 2    | Movistar Team      | Rémi Cavagna          |
| 20             | Tadej Pogačar       | Sam Bennett          | Tadej Pogačar 3  | Tadej Pogačar 2    | Movistar Team      | niet uitgereikt       |
| 21             | Tadej Pogačar       | Sam Bennett          | Tadej Pogačar 3  | Tadej Pogačar 2    | Movistar Team      | niet uitgereikt       |
| Eindklassement | Tadej Pogačar       | Sam Bennett          | Tadej Pogačar    | Tadej Pogačar      | Movistar Team      | Marc Hirschi          |

- 1 De groene trui werd in de tweede etappe gedragen door Peter Sagan, die in het puntenklassement derde stond achter leider Alexander Kristoff en wittetruidrager Mads Pedersen.
- 2 De witte trui werd in de achttiende en eenentwintigste etappe gedragen door Enric Mas, die in het jongerenklassement tweede stond achter leider Tadej Pogačar.
- 3 De bolletjestrui wordt in de eenentwintigste etappe gedragen door Richard Carapaz, die in het bergklassement tweede staat achter leider Tadej Pogačar.

## Eindklassementen

### Algemeen klassement
| Plaats    | Naam               | Ploeg                          | Tijd       |
| --------- | ------------------ | ------------------------------ | ---------- |
| Gele trui | Tadej Pogačar      | UAE Team Emirates              | 87u20'05"  |
| 2         | Primož Roglič      | Team Jumbo-Visma               | + 0'59"    |
| 3         | Richie Porte       | Trek-Segafredo                 | + 3'30"    |
| 4         | Mikel Landa        | Bahrain McLaren                | + 5'58"    |
| 5         | Enric Mas          | Movistar Team                  | + 6'07"    |
| 6         | Miguel Ángel López | Astana Pro Team                | + 6'47"    |
| 7         | Tom Dumoulin       | Team Jumbo-Visma               | + 7'48"    |
| 8         | Rigoberto Urán     | EF Education First Pro Cycling | + 8'02"    |
| 9         | Adam Yates         | Mitchelton-Scott               | + 9'25"    |
| 10        | Damiano Caruso     | Bahrain McLaren                | + 14'03"   |
|           |                    |                                |            |
| 20        | Wout van Aert      | Team Jumbo-Visma               | + 1u20'31" |

### Nevenklassementen
| Puntenklassement |                |                       |        |
| Plaats           | Naam           | Ploeg                 | Punten |
| Groene trui      | Sam Bennett    | Deceuninck–Quick-Step | 380    |
| 2                | Peter Sagan    | Bora-hansgrohe        | 284    |
| 3                | Matteo Trentin | CCC Team              | 260    |
|                  |                |                       |        |
| 5                | Wout van Aert  | Team Jumbo-Visma      | 174    |
| 22               | Cees Bol       | Team Sunweb           | 72     |

| Bergklassement |                 |                   |        |
| Plaats         | Naam            | Ploeg             | Punten |
| Bolletjestrui  | Tadej Pogačar   | UAE Team Emirates | 82     |
| 2              | Richard Carapaz | Team INEOS        | 74     |
| 3              | Primož Roglič   | Team Jumbo-Visma  | 67     |
|                |                 |                   |        |
| 30             | Thomas De Gendt | Lotto Soudal      | 10     |
| 41             | Robert Gesink   | Team Jumbo-Visma  | 5      |

| Jongerenklassement |                   |                   |            |
| Plaats             | Naam              | Ploeg             | Tijd       |
| Witte trui         | Tadej Pogačar     | UAE Team Emirates | 87u20'05"  |
| 2                  | Enric Mas         | Movistar Team     | + 6'07"    |
| 3                  | Valentin Madouas  | Groupama-FDJ      | +1u42’43"  |
|                    |                   |                   |            |
| 13                 | Joris Nieuwenhuis | Team Sunweb       | + 4u38'50" |

| Ploegenklassement |                       |            |
| Plaats            | Ploeg                 | Tijd       |
|                   | Movistar Team         | 262u14'58" |
| 2                 | Team Jumbo-Visma      | + 18'31"   |
| 3                 | Bahrain McLaren       | + 57'10"   |
|                   |                       |            |
| 18                | Deceuninck–Quick-Step | +7u26'54"  |

## Trivia
- Deze Ronde van Frankrijk kende voor het eerst deelnemers uit Ecuador (Richard Carapaz) en Israël (Guy Niv). Beide renners haalden Parijs.
- In geen enkele naoorlogse editie haalden zoveel renners Parijs met een achterstand van meer dan 5 uur op de eindwinnaar. Rode lantaarndrager Roger Kluge was de hekkensluiter met de grootste achterstand sinds 1954.

1e etappe ·
2e etappe ·
3e etappe ·
4e etappe ·
5e etappe ·
6e etappe ·
7e etappe ·
8e etappe ·
9e etappe ·
10e etappe ·
11e etappe ·
12e etappe ·
13e etappe ·
14e etappe ·
15e etappe ·
16e etappe ·
17e etappe ·
18e etappe ·
19e etappe ·
20e etappe ·
21e etappe
Startlijst · Eindstanden · Afbeeldingen
 winnaars gele trui · 
 puntenklassement · 
 bergklassement · 
 jongerenklassement · 
 tussensprintklassement · 
 combinatieklassement · 
 ploegenklassement · 
 strijdlust · 
rode lantaarn
records · meeste deelnames · ranglijst etappewinnaars · bekende beklimmingen · valpartijen · dopinggevallen · Grand Départ · Souvenir Henri Desgrange
1903 · 
1904 · 
1905 · 
1906 · 
1907 · 
1908 · 
1909 · 
1910 · 
1911 · 
1912 · 
1913 · 
1914 ·
1915 ·
1916 ·
1917 ·
1918 · 
1919 · 
1920 · 
1921 · 
1922 · 
1923 · 
1924 · 
1925 · 
1926 · 
1927 · 
1928 · 
1929 · 
1930 · 
1931 · 
1932 · 
1933 · 
1934 · 
1935 · 
1936 · 
1937 · 
1938 · 
1939 · 
1940 ·
1941 ·
1942 ·
1943 ·
1944 ·
1945 ·
1946 ·
1947 · 
1948 · 
1949 · 
1950 · 
1951 · 
1952 · 
1953 · 
1954 · 
1955 · 
1956 · 
1957 · 
1958 · 
1959 · 
1960 · 
1961 · 
1962 · 
1963 · 
1964 · 
1965 · 
1966 · 
1967 · 
1968 · 
1969 · 
1970 · 
1971 · 
1972 · 
1973 · 
1974 · 
1975 · 
1976 · 
1977 · 
1978 · 
1979 · 
1980 · 
1981 · 
1982 · 
1983 · 
1984 · 
1985 · 
1986 · 
1987 · 
1988 · 
1989 · 
1990 · 
1991 · 
1992 · 
1993 · 
1994 · 
1995 · 
1996 · 
1997 · 
1998 · 
1999 · 
2000 · 
2001 · 
2002 · 
2003 · 
2004 · 
2005 · 
2006 · 
2007 · 
2008 · 
2009 · 
2010 · 
2011 · 
2012 · 
2013 · 
2014 · 
2015 · 
2016 · 
2017 · 
2018 · 
2019 ·
2020 · 
2021 · 
2022 · 
2023 · 
2024 · 
2025
Tour Down Under ·
Great Ocean Road Race ·
Ronde van de Verenigde Arabische Emiraten ·
Omloop Het Nieuwsblad ·
Parijs-Nice · 
Strade Bianche ·
Ronde van Polen ·
Milaan-San Remo ·
Ronde van Lombardije ·
Critérium du Dauphiné ·
Bretagne Classic ·
Ronde van Frankrijk ·
Tirreno-Adriatico · 
BinckBank Tour ·
Waalse Pijl ·
Ronde van Italië ·
Luik-Bastenaken-Luik ·
Gent-Wevelgem ·
Ronde van Vlaanderen ·
Ronde van Spanje ·
Driedaagse Brugge-De Panne

afgelaste wedstrijden: Parijs-Roubaix ·
Ronde van Guangxi ·
Ronde van Catalonië ·
E3 BinckBank Classic ·
Dwars door Vlaanderen ·
Ronde van het Baskenland ·
Eschborn-Frankfurt ·
Ronde van Romandië ·
Ronde van Zwitserland ·
Clásica San Sebastián ·
RideLondon Classic ·
EuroEyes Cyclassics ·
GP Quebec ·
GP Montreal ·
Amstel Gold Race